# John B. Calhoun
John B. Calhoun (11 de maio de 1917 – 7 de setembro de 1995) foi um psicólogo e etólogo americano conhecido por seus estudos de densidade demográfica e seus efeitos sobre o comportamento. Ele afirmou que "os efeitos da superpopulação em ratos de laboratório foram um sombrio modelo experimental para prever o futuro da raça humana." Durante seus estudos, Calhoun cunhou o termo "ralo comportamental" para descrever comportamentos aberrantes em populações de alta densidade demográfica e "belos comportamentos" para descrever indivíduos passivos que se isolaram de todas as interações sociais. Seu trabalho ganhou reconhecimento mundial. Ele apareceu em conferências ao redor do mundo e sua opinião foi procurada por diversos grupos como a NASA e o júri do Distrito de Columbia para tratar da superlotação nas prisões locais. Os experimentos com ratos de Calhoun foram utilizados como base para o desenvolvimento das teorias de comunicação proxêmica de Edward T. Hall em 1966.